# Zefiro Torna (sonnet)

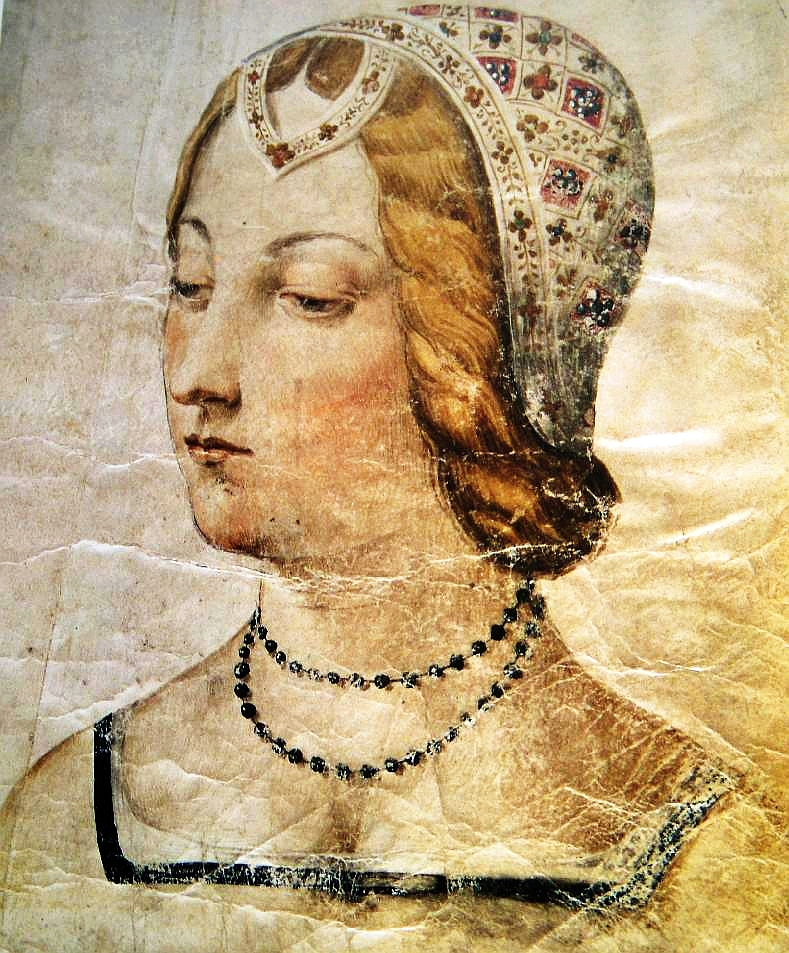
Laura, de mogelijke muze

Zefiro torna (De Westenwind is teruggekeerd) is een sonnet van Francesco Petrarca. Het gedicht bezingt de terugkeer van de lente, maar contrasteert in de tweede helft van het gedicht, de vrolijkheid van zingende vogels en ontluikende bloemen met het grote (liefdes)verdriet van de tekstdichter. Daarmee voldeed de Petrarca niet alleen aan de wetten die aan het sonnet werden gesteld (namelijk: een tegenstelling tussen de eerste acht en de laatste zes regels), hij gaf tevens ook inhoud aan zijn eigen droefheid over zijn - al dan niet fictieve - liefde voor een meisje dat Laura heette en die gold als zijn muze. Zij overleed vermoedelijk zeer jong. In het sonnet wordt de bloeiende lente, met al haar vrolijke bijverschijnselen, tegenover de staat van zijn van de dichter, die zich een woestijn voelt - waar wilde dieren regeren en waar alles wildernis is.

## Tekst
Zefiro torna, e 'l bel tempo rimena,
e i fiori e l'erbe, sua dolce famiglia,
et garrir Progne et pianger Filomena,
le primavera candida e vermiglia.
Ridono i prati, e 'l ciel si rasserena;
Giove s'allegra di mirar sua figlia;
l'aria e l'acqua e la terra è d'amor piena;
ogni animal d'amar si riconsiglia.
Ma per me, lasso, tornano i più gravi
sospiri, che del cor profondo tragge
quella ch'al ciel se ne portò le chiavi;
e cantar augelletti, e fiorir piagge,
 e'n belle donne oneste atti soavi
sono un deserto, e fere aspre e selvaggie.

## In vrije vertaling

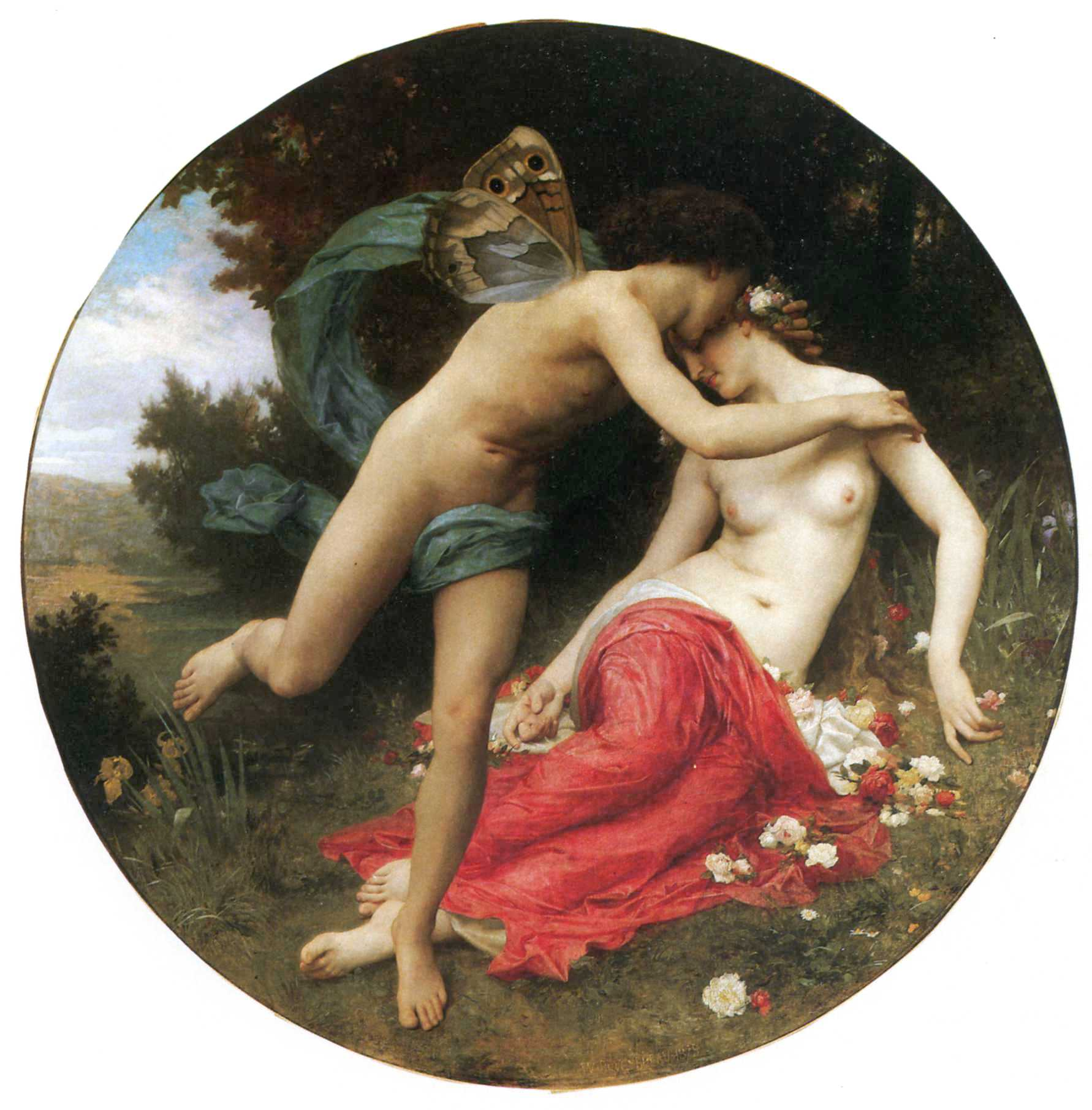
Zephyr en Flora

De Westenwind keert terug brengt het mooie weer
En bloemen en kruiden vormen een zoete familie
De zwaluw kwettert, en, de nachtegaal zingt
En de lente is puur en vermiljoen.
De velden lachen en de hemel licht op
Jupiter verheugt zich op de terugkeer van zijn dochter
Lucht, water en aarde zijn vervuld met liefde
Alle dieren - zich verzoenend - hebben elkaar lief
Maar bij mij blijft niets anders terugkeren dan de zwaarste
zuchten, die mij uit het hart worden ontnomen
door haar die daarvan de sleutels mee ten Hemel nam
En al zingen de vogels, en behagen de bloemen,
zelfs als de mooie, eerlijke vrouwen zoet zijn
Dan nog ben ik een woestijn, vervuld van  woestelingen en wrede dieren

## Toonzettingen
Claudio Monteverdi maakte twee composities van dit sonnet.